# Progressus in infinitum
Il progressus in infinitum (in italiano «progresso all’infinito») o regressus in infinitum («regresso all'infinito») , è un'espressione della filosofia scolastica che indica un modo di argomentare logicamente, quando, per spiegare qualcosa, si ricorre a un termine, il quale però rende necessario il rinvio a un nuovo termine, e questo a un ulteriore termine; e cosi via senza che si possa mai giungere a un punto di spiegazione ultimo e definitivo. Questo procedimento logico, usato largamente da Aristotele e dagli scettici, vuole quindi dimostrare l'insufficienza di un'argomentazione. La differenza tra le due espressioni consiste nel ricercare la causa prima (ad esempio: causalità ideale platonica) o spiegazione definitiva di una cosa (ad esempio: causalità naturale aristotelica) procedendo logicamente in avanti (progressus) o all'indietro (regressus). Un esempio di un procedimento logico basato sul regressus in infinitum si ritrova nell'"Argomento del terzo uomo" di Aristotele.
Immanuel Kant (1724-1804) nella settima sezione della sua Critica della Ragion Pura (1781) chiamava «progressus in indefinitum» questo "infinito per addizione" che «non ammette nessuna limitazione se non quella provvisoria che gli può essere assegnata ad ogni suo passo, prima di procedere al passo successivo». Si tratta di un infinito irraggiungibile, non potendosi contare effettivamente infiniti numeri naturali.
Per questo motivo Aristotele (384-322 a.C.), affermava che «il numero è infinito in potenza, ma non in atto». come appare chiaro se si rappresentano i numeri naturali con una serie di punti equidistanti, che si susseguono senza fine lungo la retta in una successione infinita discreta nel senso che tra due elementi consecutivi c'è uno spazio vuoto, da intendersi come assenza di elementi. Si parla anche di un'infinità numerabile, giacché di questi infiniti elementi è possibile dire qual è il primo, il secondo, il terzo, e così via.
L’infinito potenziale è perciò un infinito ottenuto per divisione; «la caratteristica di tale infinito, che Kant chiamava “regressus in infinitum”,  è che esso è interamente contenuto in una totalità limitata: dividendo all’infinito un segmento in parti sempre più piccole,  risulta evidente che tutti gli elementi della divisione sono in realtà già assegnati e presenti, prima ancora che la stessa divisione abbia inizio; appartenendo ad una forma limitata essi non possono sfuggire e non possono che essere ritrovati durante un processo all’infinito che inevitabilmente li raggiunge tutti.
La differenza tra “progressus in infinitum” e “regressus in infinitum” secondo Kant sta proprio in questo: nel primo caso gli elementi vanno cercati al di fuori della totalità parziale, sempre finita, che non si cessa mai di ottenere; nel secondo essi vanno trovati in un tutto preesistente.» 
Nel suo Compendium Theologiae, ultimo scritto incompiuto del Dottore Angelico, viene definito "ridicolo" ed è evidente anche ahli ignoranti il fatto che non si possa negare il regresso all'infinito al fine di non mettere l'esistenza di una causa prima non causata e di un motore non mosso:
come pensare che, quando si costruisce una cassa o un letto, la sega o l'accetta svolgano le loro funzioni senza il falegname.»